# Rio do Alegre
O rio do Alegre é um rio brasileiro do estado de São Paulo, pertence à bacia do rio Paraná.
O rio do Alegre nasce entre os municípios de Gália e Garça na localização geográfica, latitude 22º18'41" sul e longitude 49º37'45" oeste, praticamente a beira da rodovia estadual SP-331.

## Percurso
Da nascente segue em direção sudoeste (230º) do estado de São Paulo, e depois segue sempre mais ou menos paralelo a rodovia SP-331 em direção ao oeste (270º) até a rodovia BR-153 onde deságua no rio do Peixe.

## Banha os municípios
Passa pelos municípios de: Gália, Garça,Lupércio,Ocauçu e Vera Cruz

## Afluentes
- Margem sul:
  - Não consta
- Margem norte:
  - Não costa

## Final
Nas proximidades da rodovia federal BR-153, se torna afluente do rio do Peixe na localização geográfica, latitude 22º20'19" sul e longitude 49º53'54" oeste, o rio do Peixe por sua vez é afluente do rio Paraná nas proximidades de Presidente Epitácio.

## Extensão
Percorre neste trajeto uma distância de mais ou menos 32 quilômetros.

### Referência
- Mapa Rodoviário do Estado de São Paulo - (2004) - DER